# شانه‌موش فوش
شانه‌موش فوش (نام علمی: Ctenomys fochi) نام یک گونه از سرده شانه‌موش است.